# Filippo Macchi
Filippo Macchi, né le 19 septembre 2001 à Pontedera est un escrimeur italien, pratiquant le fleuret.

## Biographie
En 2023, Filippo Macchi remporte le titre de Champion d'Europe face au Français Enzo Lefort.
En 2024, Il est finaliste du tournoi de fleuret individuel aux Jeux olympiques de Paris, battu d'une touche par le tenant du titre Cheung Ka Long (14-15) après avoir mené 14-12. Il remonte sur la deuxième marche du podium six jours plus tard avec l'équipe d'Italie, battue en finale par le Japon 36-45.

## Palmarès
- Jeux olympiques
  -  Médaille d'argent aux Jeux olympiques de 2024 à Paris
  -  Médaille d'argent par équipes aux Jeux olympiques de 2024 à Paris
- Championnats d'Europe :
  -  Médaille d'or en individuel aux championnats d'Europe 2023 à Plovdiv
  -  Médaille d'or par équipes en 2023 (dans le cadre des Jeux européens) à Cracovie
  -  Médaille d'or par équipes en 2025 à Gênes
  -  Médaille de bronze par équipes en 2024 à Bâle
- Championnats d'Italie
  -  Médaillé d'argent en individuel en 2023
  -  Médaillé d'argent par équipes en 2023 et 2024